# 2024 au Venezuela
Chronologie du Venezuela
- 2020
- 2021
- 2022
- 2023
- 2024
- 2025
- 2026
- 2027
- 2028

 2022 par pays en Amérique — 2023 par pays en Amérique — 2024 par pays en Amérique — 2025 par pays en Amérique — 2026 par pays en Amérique
Cet article traite des événements qui se sont produits durant l'année 2024 du calendrier grégorien au Venezuela.

## Événements

### Juillet
- L'ouragan Beryl fait plusieurs morts.
- 28 juillet : élection présidentielle, Nicolás Maduro est réélu ; l'annonce des résultats provoque d'importantes manifestations.

### Septembre
- 2 septembre : un mandat d'arrêt contre l'opposant Edmundo González Urrutia est émis par la justice vénézuélienne[1].

## Décès
- 2 avril : Juan Vicente Pérez Mora, supercentenaire
- 11 mai : Rubén Monasterios, écrivain et critique de théâtre
- 29 mai : Margot Benacerraf, réalisatrice

#### Articles sur l'année 2024 au Venezuela
- x

#### L'année sportive 2024 au Venezuela
- x

#### L'année 2024 dans le reste du monde
- L'année 2024 dans le monde
- 2024 par pays en Amérique, 2024 au Canada, 2024 au Québec, 2024 aux États-Unis
- 2024 en Europe, 2024 en Belgique, 2024 en France, 2024 en Italie, 2024 en Suisse
- 2024 en Afrique • 2024 par pays en Asie • 2024 par pays en Océanie
- 2024 aux Nations unies
- Décès en 2024